# ДС-У2-ГК
ДС-У2-ГК (- геофизический комплексный) — тип советских научно-исследовательских космических аппаратов разработанных в ОКБ-586 (ныне КБ «Южное») и предназначенных для проведения комплексных геофизических исследований верхних слоёв атмосферы приполярного региона Земли.

## История создания
В декабре 1959 года создаётся Межведомственный научно-технический совет по космическим исследованиям при Академии Наук СССР во главе с академиком М. В. Келдышем, на который возлагается разработка тематических планов по созданию космических аппаратов, выдача основных тематических заданий, научно-техническая координация работ по исследованию и освоению верхних слоёв атмосферы и космического пространства, подготовка вопросов организации международного сотрудничества в космических исследованиях.
Членом Президиума Межведомственного научно-технического совета по космическим исследованиям утверждается М. К. Янгель. В области прикладных задач проведения подобных работ было поручено НИИ-4 Министерства обороны СССР.
В 1962 году в программу второй очереди пусков ракеты-носителя «63С1», были включены космические аппараты «ДС-А1», «ДС-П1», «ДС-МТ» и «ДС-МГ».
Положительные результаты первых работ, подтвердившие перспективность дистанционных методов решения научных и прикладных задач, стимулировали огромный поток заявок на разработки новых научно-исследовательских космических аппаратов с различной целевой аппаратурой на борту.
После проведения поисковых проектных работ по разработки новой модификации исследовательских спутников стало очевидно, что в связи с многообразием исследовательских задач и различиями между требованиями к новой серии, разработать аппарат одного типа было практически невозможно.
В 1963 году было принято решение о создании трёх модификаций унифицированной спутниковой платформы:
- ДС-У1 — неориентированный в пространстве космический аппарат с химическими источниками энергии;
- ДС-У2 — неориентированный в пространстве космический аппарат с солнечными батареями, в качестве источника энергии;
- ДС-У3 — ориентированный на Солнце космический аппарат с солнечными батареями, в качестве источника энергии.

Малые космические спутниковые платформы стали инструментальной базой для организации международного сотрудничества в области исследования космического пространства по программе «Интеркосмос».

## Особенности конструкции

### Корпус
Основным узлом каждой модификации унифицированной платформы является герметичный корпус, выполненный из специального алюминиевого сплава — АМг-6, что было продиктовано необходимостью обеспечения определённых климатических условий в середине корпуса аппарата. Цилиндрический корпус длиной 1,46 м и диаметром 0,8 м условно разделён на три отсека:
- отсек научной аппаратуры;
- отсек комплекса основных и вспомогательных систем;
- отсек электроснабжения.

### Солнечные батареи
Солнечная батарея общей площадью 5 м2 представляет собой восьмигранную призму с четырьмя поворотными панелями. Основанием солнечной батареи является штампованный каркас, выполненный из комбинации алюминиевых и магнитных сплавов.
На гранях и торцевых поверхностях каркаса устанавливаются стационарные панели солнечной батареи. Четыре поворотные панели прикреплены к каркасу с помощью поворотных механизмов.
В транспортном положении поворотные панели солнечной батареи закреплены на каркасе в свернутом положении. Открепление и установка солнечных панелей происходит во время отделения космического аппарата от ракеты-носителя.
На всех модификациях спутниковых платформ «ДС-У2» и «ДС-У3» применялись фотоэлектрические системы электроснабжения с солнечными батареями кремниевых фотопреобразователей и электрохимическими батареями серебряно-цинковых аккумуляторов, работающих в буферных зарядно — рязрядных режимах.

### Бортовой аппаратный комплекс
Бортовой аппаратный комплекс космического аппарата типа «ДС-У2-ГК» предназначается для командно-информационного, энергетического, климатического и сервисного обеспечения функционирования аппаратуры целевого назначения космического аппарата.
В состав радиотехнического комплекса входит:
- «БРКЛ-Б» — аппаратура командной радиолинии связи, представляет собой узкополосный приёмник-дешифратор переданных с Земли сигналов для преобразования их в команды немедленного исполнения;
- «Краб» — аппаратура радиоконтроля орбиты и телесигнализации представляет собой передатчик высокостабильного двухчастотного когерентного сигнала излучения, который используется наземной станцией для

определения орбитальной скорости космического аппарата, а также для передачи информации с датчиков телеметрии;
- «Трал-П2» — аппаратура телеконтроля с запоминающим устройством «ЗУ-2С»;
- газореактивная система закрутки;
- «94К» — система определения ориентации на Солнце;
- «ЗУ-2С» — запоминающее устройство с памятью на 800 минут, которое позволило аппарату «ДС-У2-ГК» вести длительные измерения, покрывающие практически всю территорию земного шара.[9]

В состав научной аппаратуры входит:
- «РИМ-901» — манометр для определения плотности верхних слоёв атмосферы Земли;
- «РИП-801» — спектрометр протонов малых энергий;
- «РИП-802» — спектрометр протонов энергий средней мощности;
- «РИЭ-204» — спектрометр электронов энергий средней мощности;
- «РИГ-111» — наружный счётчик Гейгера.

## Предназначения платформы
Спутниковая платформа космических аппаратов типа «ДС-У2-ГК» была предназначена для проведения следующих научных экспериментов:
- получение непосредственных данных о плотности и температуре верхних слоёв атмосферы в полярных широтах;[10]
- проведение регулярных наблюдений за геоактивными корпускулами с исследованием их анизотропного распределения в магнитном поле Земли;
- изучение глобального распределения корпускулярных потоков и определения связи их интенсивности со светимостью полярных сияний;
- изучение роли геоактивных корпускул в разогреве и вариациях плотности верхней атмосферы;
- изучения структурных параметров верхних слоёв атмосферы Земли;
- оценка мощности корпускулярного источника в атмосфере Земли;
- уточнение расчётов теоретических моделей верхних слоёв атмосферы Земли.

Заказчиками и постановщиками данного научного эксперимента были следующие организации:
- Институт физики атмосферы АН СССР (ныне — ИФА РАН);
- Союзный научно-исследовательский институт полюса.

Полёты космических аппаратов типа «ДС-У2-ГК» были первым в истории комплексным научным экспериментом по изучению верхних слоёв атмосферы Земли и природы возникновения полярных сияний, проведённым в соответствии с Программой сотрудничества социалистических стран в исследовании и использовании космического пространства в мирных целях. Данная программа была принята в апреле 1967 года.
В экспериментах по изучению верхней атмосферы космическими аппаратами данной серии приняли участия научно-исследовательские институты и обсерватории НРБ, ВНР, ГДР, ПНР, СРР, ЧССР и СССР.

## Эксплуатация
На базе платформы «ДС-У2-ГК» было разработано и запущено со стартовой площадки космодрома «Плесецк» два космических аппарата серии «Космос», а именно:
- «Космос-261»;
- «Космос-348».

## Результаты экспериментов
С помощью научных инструментов на борту космических аппаратов типа «ДС-У2-ГК» была обнаружена новая зона проникновения протонов в атмосферу Земли вблизи экваториальных широт.
Следует также заметить, что орбиты аппаратов были выбраны таким образом, чтобы траектории их полётов регулярно проходили вдоль зоны полярных сияний. Данные орбиты предоставляли возможность значительно увеличить время пребывания регистрирующей аппаратуры в авроральных слоях атмосферы (слоях, где возникают полярные сияния) для изучения заряженных частиц, вызывающие явления полярного сияния, электронов высоких энергий, а также исследования вариаций изменения плотных слоёв атмосферы Земли.
Одновременно с работой аппаратов было предусмотрено дополнительное участия сети наземных геофизических станций на территории Советского Союза и дружественных стран для проведения скоординированных наземных наблюдений. Непосредственно на территории СССР наблюдения велись более, чем в 30-и наземных пунктах.
Также в ходе эксперимента было предусмотрено исследования различными методами явления неравномерной ионизации верхних слоёв атмосферы Земли и возникающие при этом нарушения в распространении радиоволн в различных диапазонах, а также электромагнитные излучения плазмы верхней атмосферы и магнитосферы.
Миссии Космоса-261 и Космоса-348 позволили проследить изменения в нижней ионосфере, связанные с жёстким рентгеновским излучением хромосферной солнечной вспышкой, и изменение в средней ионосфере, вызванные более мягкой частью электромагнитного излучения.
Сопоставление данных относительно распределения энергий в разных частях ионосферы позволило прояснить процесс поглощения излучения рентгеновской вспышки и значительно расширить знания относительно движения плазмы в ионосфере.
Полёт космического аппарата «Космос-348» позволил сравнить между собой геофизические условия различных сезонов в атмосфере Земли.